# Ловре Кнежевич
Ловре Кнежевич (на хърватски: Lovre Knežević) е хърватски футболист, който играе на поста централен нападател. Състезател на Етър.

## Кариера
Играл е за Лучко, Драговоляц и Задар в Хърватската Втора Лига, за Куфщайн в Австрия и за Белтинци в Словения.